# Северный русский народный хор
Государственный академический Северный русский народный хор — профессиональный художественный коллектив, основанный Антониной Яковлевной Колотиловой в 1926 году, исполняющий русскую народную музыку. Один из старейших хоров России.
Хранитель северной фольклорной традиции. В его состав входят три группы: хоровая, танцевальная и оркестр русских народных инструментов. Северный хор традиционно состоит только из женских голосов, что придает ему особое звучание. Отдельного внимания заслуживают костюмы, созданные для коллектива профессиональными художниками-модельерами на основе традиционного народного костюма. При Северном хоре работают детские студии: хоровая, хореографическая и оркестровая. Северный хор — коллектив, известный по всему миру. За 90 лет своей истории он побывал с гастролями в Польше, Болгарии, Франции, Германии, Италии, Китае, Индии, Афганистане, Японии, Тунисе, США, Сирии и многих других странах, неоднократно становился лауреатом всероссийских и международных конкурсов и фестивалей.

## Руководство (2020 год)
Художественный руководитель Северного хора — заслуженная артистка Российской Федерации, профессор РАМ имени Гнесиных Светлана Конопьяновна Игнатьева.
Главный дирижёр и руководитель оркестра — Заслуженный артист Российской Федерации Александр Михайлович Качаев.
Главный хормейстер —
Хормейстер — Татьяна Игоревна Рудукан.
Главный балетмейстер — Гвоздева Татьяна Николаевна

## История
Начало деятельности Северного хора было положено в 1919 году, когда школьная учительница Антонина Яковлевна Колотилова организовала в Великом Устюге самодеятельный женский ансамбль. Антонина Яковлевна обладала хорошими вокальными данными, навыками игры на цитре, а также необычайной энергичностью и активностью. Она стала знаменитой на всю Великоустюжскую округу, что позволило ей собрать в свой ансамбль талантливых и заинтересованных людей.
Официальной датой рождения Северного хора принято считать 8 марта 1926 года, в этот день хор в составе 20 участников, включая руководительницу и аккомпаниатора — Валерия Яковлевича Колотилова, брата Антонины Колотиловой, дал первый публичный концерт.
В 1935 году А. Я. Колотилова по приглашению областного радиокомитета переехала в Архангельск, вместе с нею туда перебрались 12 участников хора. Впоследствии коллектив пополнился участниками из многих районов Поморского Севера. Хор стал гордостью Северного края, проводя концертную деятельность в области, гастролируя по России. Коллектив уделял большое внимание сбору и изучению фольклора, народных традиций. К участию в программах были приглашены северные сказительницы — М. С. Крюкова, А. И. Гладкобородова, А. Е. Суховерхова, А. Г. Буланова. В 1936 году Северный хор принял участие во Всесоюзном радио фестивале.
С течением времени хор развивался, совершенствовался. Большое участие в становлении хора приняли профессионалы: хормейстер В. А. Поликин (1937—1943), педагог по вокалу Е. С. Кузнецова (1939—1945), хормейстер П. В. Аристов (1945—1950), балетмейстер З. Л. Вульфсон, балетмейстер Михаил Семёнович Годенко (1955—1963), в дальнейшем Народный артист СССР, художественный руководитель Красноярского ансамбля танца Сибири, балетмейстер И. З. Меркулов (1967—1991). Первой заслуженной артисткой РСФСР в хоре стала солистка Нина Крехалёва.
2 февраля 1940 года хор стал государственным, это сделало возможным обзавестись балетом и оркестром. Хор получил новое название: «Народный хор Северной песни».
Во время Великой Отечественной войны хор совершал поездки по воинским частям и госпиталям Карельского и Ленинградского фронтов.
В 1957 году хор стал лауреатом Фестиваля молодёжи и студентов в Москве. С этого года хор начал активную гастрольную деятельность в странах ближнего и дальнего зарубежья. В 1960 году хормейстером хора стала Нина Константиновна Мешко, с 1961 года занявшая должность художественного руководителя коллектива, и руководившая им до своей кончины в 2008 году.
С 2008 года художественный руководитель Государственного академического Северного русского народного хора — заслуженная артистка России, профессор Российской академии музыки имени Гнесиных Светлана Конопьяновна Игнатьева. Коллектив сохраняет традиции, заложенные Антониной Яковлевной Колотиловой, Ниной Константиновной Мешко и в то же время развивается, ищет новые формы работы с фольклорным материалом, а главное — продолжает прославлять Архангельскую область, Русский Север на необъятных просторах нашей Родины и далеко за её пределами. В 2010 г. Северный хор побывал с гастролями во Франции, в 2011 — в Италии, приняв участие в гала-концертах фестиваля «Созвездие России», в 2012 году состоялись гастроли в Германии. В 2014 коллектив принял участие в фестивале телеканала «Культура» «Вся Россия». В 2015 году коллектив стал обладателем главной общественной награды Архангельской области «Достояние Севера» и премии имени М. В. Ломоносова за сохранение и развитие северной культуры, народных традиций и пропаганду наследия Михаила Васильевича Ломоносова. В 2016 году Северный хор с размахом отметил 90-летие. В 2017, 2018 — стал обладателем Гранта Президента Российской Федерации в области культуры и искусства, побывал с гастролями в Сербии, совершил большой гастрольный тур «Мост дружбы» по республикам Северного Кавказа. Коллектив стремится сохранить свою самобытность, творческое лицо и в то же время развивается, ищет дальнейшие пути художественного развития.

## Малый Северный хор
Для решения проблемы с профессиональными кадрами в 2012 году было принято решение о создании Малого Северного хора. Первоначально в него вошли вокальная и хореографическая студии. Цель создания Малого Северного хора — это пополнение в ближайшем будущем рядов артистов молодыми профессиональными кадрами, передать им знания и опыт, накопленный в хоре. Первый набор в студии Малого Северного хора состоялся в августе 2012 года. На прослушивания пригласили юных архангелогородцев в возрасте 6-14 лет, не имеющих первоначальной подготовки.
А с сентября 2015 года начала работу оркестровая студия Малого Северного хора.
Хоровая студия
Первый отбор в вокальную студию проводили и. о. главного хормейстера Татьяна Рудукан и ветеран Северного хора, выпускница хоровой студии 70-х годов Татьяна Таротина. Тогда в состав хоровой студии вошли 40 юных артистов.
На данный момент руководителем студии является хормейстер Северного хора Татьяна Игоревна Рудукан. В составе студии хормейстер, репетитор по вокалу, аккомпаниаторы. В студии проводятся занятия по дисциплинам «хор», «постановка голоса», «музыкальное развитие». Уже два года в вокальной студии проходят уроки хореографии и сценического движения. Ведётся работа над хоровыми, сольными номерами, основанными на традиционной культуре Поморья и Русского Севера. На данный момент хоровая студия Малого Северного хора насчитывает 66 воспитанников.
С момента создания студии юные артисты не раз принимали участие в мероприятиях Северного хора, важных городских и областных событиях: участие в праздновании 35-летия ансамбля народной песни «Морошка», выступление на открытии совместного проекта Кенозерского национального парка и Детской художественной школы № 1 Архангельска «Территория вдохновения», участие в эколого-культурной акции Кенозерского национального парка «Покормите птиц», участие в открытии городского конкурса «Были и небыли Степана Писахова» и другие. Также среди достижений студийцев - Диплом Лауреата III степени II областного открытого конкурса юных исполнителей народной песни имени В. П. Смирнова, Диплом Лауреата III степени Открытого городского фестиваля детского фольклора «При народе в хороводе», Дипломы II степени XVI открытого городского фольклорного фестиваля-конкурса «Северные роднички».
Хореографическая студия
Первые отборочные испытания в хореографическую студию были возложены на плечи главного балетмейстера Северного хора, заслуженного работника культуры России Татьяну Гвоздеву и Анжелику Петрову — экс-солистку балетной группы Северного хора. За два дня в ходе кропотливого отбора, проверки слуха и темпоритма в студию были приняты 85 талантливых мальчиков и девочек.
Руководит хореографической студией на протяжении пяти лет балетмейстер-постановщик Анжелика Александровна Петрова. Занятия проводятся по хореографическим дисциплинам, классическому и народному танцу, сценической пластике, тренажу у станка, партерной гимнастике. Также юные танцоры разучивают северные народные движения, дроби, танцевальные композиции, хореографические миниатюры и сюжетные постановки. На сегодняшний день в хореографической студии занимается 102 человека.
Хореографическая студия ведёт активную творческую и концертную жизнь. Ребята неоднократно занимали призовые места в Открытом городском хореографическом конкурсе «Танцевальный серпантин», становились лауреатами I степени V Международного конкурса-фестиваля исполнителей танца и хореографов-постановщиков «Михаил Мурашко приглашает друзей» (г. Йошкар-Ола, Республика Марий Эл), XV Международного фестиваля детского, юношеского и молодёжного творчества «Союз талантов России» (г. Сочи), Конкурса «Новый век!» (г. Архангельск); а также лауреатами III степени Международного конкурса-фестиваля детского и молодёжного творчества «Балтийское Созвездие» (г. Санкт-Петербург).
Оркестровая студия
В 2015 году начала работу третья студия Малого Северного хора — оркестровая.
Руководителем и дирижёром студии стала Юлия Демидова.
Ребята посещают занятия по музыкальному развитию, индивидуальные и групповые занятия по инструменту (балалайка и домра, шумовые народные инструменты), разучивают произведения для оркестра и сольные номера.
Основным уроком в студии является предмет «Оркестр», во время которого ребята учатся слушать друг друга, исполнять свою партию выразительно, ритмично и качественно, выполнять указания дирижёра, получают навыки коллективного музицирования. На данный момент в оркестре Малого Северного хора занимаются 10 юных музыкантов.
Поскольку оркестровая студия только начала свою работу, она не может похвастаться таким количеством достижений, как вокальная и хореографическая. Но уже скоро и эта творческая группа будет достойно представлять Северный хор на мероприятиях и концертах.
В 2018 году руководителем студии становится Светлана Леонидовна Воеводина.

## Участники
- А. Я. Колотилова[5];
- Н. К. Мешко;[5]
- С. Л. Сметанин — гармонист[6];
- А. Н. Сумарокова

## Награды и звания Северного хора
- 1940 год — коллективу присвоен статус профессионального государственного коллектива;
- 1944 год — 1 премия на Всероссийском смотре хоров (г. Москва);
- 1957 год — Лауреат и Большая Золотая медаль VI Всемирного фестиваля молодежи и студентов (г. Москва);
- — Лауреат и Диплом 1 степени (вторично) во втором Всесоюзном фестивале музыкальных театров, ансамблей, хоров (г. Москва);
- 1967 год — Диплом Всесоюзного смотра профессиональных художественных коллективов;
- 1968 год — Почётная грамота Президиума Верховного Совета РСФСР[7];
- 1971 год — Лауреат VI Международного фольклорного фестиваля в Тунисе;
- 1975 год — Лауреат и Диплом 1 степени во Всероссийском смотре профессиональных русских народных хоров;
- 1976 год — Приказом министра культуры присвоено звание — «Академический»;
- 1977 год — Лауреат и Золотая медаль Магдебургского фестиваля советско-немецкой дружбы;
- — Лауреат конкурса художественных коллективов России;
- 1999 год — Лауреат IV фестиваля «Фольклорная весна» и 1 Всероссийского фестиваля национальной культуры;
- 2001 год — Лауреат Международного фольклорного фестиваля в г. Сен-Гислен (Бельгия);
- 2002 год — Лауреат Международного фольклорного фестиваля в г. Рованиеми (Финляндия);
- — Лауреат Всероссийского Московского фестиваля национальных культур;
- 2003 год — Лауреат Российского фестиваля национальных культур (г. Санкт-Петербург);
- — Лауреат конгресса и фестиваля национальных культур народов России (г. Нижний Новгород);
- 2007 год — Лауреат фестиваля народного искусства в г. Босра (Сирийская Арабская Республика);
- 2008 год — Заслуженные артистки России — Л. А. Дементьева, Т. Г. Пахова, П. С. Пугачева и Т. П. Хвастунова — Лауреаты премии Правительства Российской Федерации 2008 года в области культуры.[8]
- 2010 год — Лауреат Всероссийского фестиваля народно-певческого искусства «Вечные истоки» (г. Москва); — участник IX Московского Пасхального фестиваля под управлением маэстро Валерия Гергиева (г. Москва); — участник фестиваля национальной культуры «Созвездие России» в Париже, в рамках перекрестного года России во Франции; — организатор Всероссийского фестиваля памяти Народной артистки СССР, художественного руководителя коллектива Нины Константиновны Мешко; — премьера новой постановки «Летние гуляния по мотивам Усть-Цилемской горки» на основе русскоязычного фольклора села Усть-Цильма республики Коми
- 2011 год — 8 марта концертной программой «Северный хор на все времена» отмечен 85-летний юбилей Северного хора; — участник юбилейного Х Московского Пасхального фестиваля под управлением маэстро Валерия Гергиева, впервые Северный хор выступил в зале Церковных Соборов Храма Христа Спасителя;> — участник фестиваля национальной культуры «Созвездие России» в Риме, в рамках перекрестного года России в Италии; — участник Всероссийского телевизионного фестиваля «Вся Россия» (г. Москва, телеканала «Культура») — организатор возрожденного фестиваля областных фольклорных коллективов имени А. Я. Колотиловой; — участник I Всероссийского фестиваля памяти Людмилы Зыкиной (г. Москва); — Северному хору присвоен статус «Особо ценный объект культурного достояния Архангельской области»; — лауреат Международного Рождественского фестиваля в Италии. В рамках конкурса коллектив получил два золотых диплома в номинации «Сценический фольклор» и «Духовное пение».
- 2012 год — концертной программой «Биография творчества» отмечен 65-летний юбилей оркестра русских народных инструментов; — участник фестиваля национальной культуры «Созвездие России» в Берлине, в рамках перекрестного года России в Германии; — лауреат фестиваля профессиональных хоров «Славянский хоровод» (г. Рязань); — организатор II Всероссийского фестиваля памяти Народной артистки СССР, художественного руководителя коллектива Нины Константиновны Мешко; — организатор проекта «В песне — жизнь!», посвященный 95-летию со дня рождения Н. К. Мешко с участием её учеников.
- 2013 год- участник фестиваля национальной культуры «Созвездие России», в рамках перекрестного года России и Нидерландов (г. Амстердам); — диплом участника XII Московского пасхального фестиваля под управлением маэстро Валерия Гергиева; — диплом почетного консульства РФ в Анконе (Италия) за вклад в мировое развитие русской культуры; — лауреат международного фестиваля Хорус Инсайд (Италия); — диплом участника I Межрегионального фестиваля «Хоровые ассамблеи Севера» (г. Сыктывкар); — диплом участника III Всероссийского фестиваля-конкурса народно-певческого искусства «Вечные истоки» (г. Москва); — почетная грамота Кубанского казачьего хора за большой вклад в дело сохранения и развития народной культуры России;
- 2014 год — диплом 1 степени IV фестиваля творческой молодежи городов воинской славы и городов-героев России в номинации «Хореография. Народный танец. Профессионалы.»; — диплом участника 1 Всероссийского фестиваля и выставки народной культуры (г. Сочи); — диплом фестиваля профессиональных коллективов «Танцуй и пой, Великая Россия» (г. Сыктывкар); — диплом XLV фестиваля «Музыкальная осень в Твери» (г. Тверь); — диплом участника в XIII Московском пасхальном фестивале; — диплом лауреата I степени XV международного фестиваля-конкурса молодых исполнителей «Союз талантов России» хореографической студии Малого Северного хора. Источник: http://sevhor.ru/istoriya/nagrady Государственный академический Северный русский народный хор ©
- 2021 год — Благодарность Президента Российской Федерации (1 декабря 2021 года) — за заслуги в развитии отечественной культуры и искусства, многолетнюю плодотворную деятельность[9].

## Фильмография
- 1953 — Песни родной стороны[10]
- 1970 — Северные зори[11]